# Péter Magyar (architekt)
Péter Magyar, někdy uváděn jako Peter Magyar (* 30. června 1937, Békéscsaba) je americko–maďarský architekt, projektant a vysokoškolský pedagog.

## Biografie
V roce 1975 emigroval z tehdejší Maďarské lidové republiky a v roce 1980 se přestěhoval do Spojených států amerických. Vedle vysokoškolské pedagogické činnosti (Auburn University, Florida Atlantic University, Kansas State University, Pennsylvania State University) a výzkumné práce se aktivně věnoval i architektonickému designu, podílel se na několika dokončených i nerealizovaných projektech jako projektový konzultant a připravil řadu mezinárodních architektonických soutěží v Maďarsku i v zahraničí. Od roku 2019 žije opět v Maďarsku.

## Ocenění
- Maďarsko: Pro Architectura Hungarica